# Eucereon rosenbergi
Eucereon rosenbergi är en fjärilsart som beskrevs av Rothschild 1912. Eucereon rosenbergi ingår i släktet Eucereon och familjen björnspinnare. Inga underarter finns listade i Catalogue of Life.